# 翻越睡夢之牆
《翻越睡夢之牆》（英語：Beyond the Wall of Sleep）是一部由美國作家霍華德·菲利普斯·洛夫克拉夫特創作的科學幻想短篇小說，寫於1919年，並於1919年10月首次在業餘出版雜誌《松果》（Pine Cones）上發表。

## 故事情節
精神病院的一名實習醫師將他的經歷與喬·斯萊特（Joe Slater）的經歷聯繫起來，斯萊特是一名犯人，在被受限為精神障礙辯護兇手的幾週後死於病院中。他描述斯萊特為卡茨基爾山地區的典型居民、南方的白色垃圾，他們沒有什麼法律與道德可言，且其普遍的精神狀態可能低於生活在其他地區的美國本土居民。雖然斯萊特的罪行非常野蠻且無緣無故，但其面孔看起來無害且愚蠢，醫生推測他的年齡大約是四十歲。在他被監禁的第三個早晨，斯萊特精神疾病第一次發作，他突然爆發出強大的力量，需要四個人才能將他捆在拘束衣中。斯萊特胡言亂語了約十五分鐘，用他的方言講述某些光組成的雄偉大廈，空間的海洋，奇特的音樂以及幽暗的山脈與河谷。他既不會書寫又不能閱讀，而且從未聽說過任何神話故事，實習醫師對此感到好奇，他建造了用於雙向心靈感應通訊的設備，在斯萊特瀕死前將其安裝在他的前額上，他腦海中開始經歷一段相當奇妙的旅程，一道燦爛光暈與他展開對話用靈魂交談。之後那道光以斯萊特的身體作為媒介與實習醫師解釋，隨著光進入睡眠領域，人類可以體驗到許多前所未見的遠景。那晚斯萊特去世，在大陵五附近的天空發現一顆非常明亮的恆星。在一週之內，它就變得和普通恆星一樣明亮，幾個月後，它變得幾乎肉眼看不見。

## 創作靈感
洛夫克拉夫特說這篇故事的創作靈感來自紐約論壇報1919年4月27日的一篇文章。在彙報紐約州警方時，文章引用了一個名叫斯萊特（Slater）或薩拉特（Slahter）的家族作為落後卡茨基爾居民的代表。
故事結尾提到的新星是一顆真正的恆星，名叫英仙座GK，其語錄摘自加勒特·普特南·瑟維斯所著的《裸眼天文學》（Astronomy with the Naked Eye）。

## 出版
《超越睡夢之牆》首次於1919年10月在由約翰·克林頓·普賴爾（John Clinton Pryor）編輯的業餘雜誌《松果》（Pine Cones）上發表。隨後在《幻想迷》（1934年10月）與《詭麗幻譚》（1938年3月）中再版。

## 外部連結
- 列在網路推理小說資料庫中的《翻越睡夢之牆》
- LibriVox中的公有领域有声书《Beyond Wall of Sleep》